# Umberto I (incrociatore ausiliario)
L'Umberto I è stato un incrociatore ausiliario della Regia Marina ed un piroscafo passeggeri italiano.

## Storia
Ordinato dalla ditta genovese Rocco Piaggio & Figli (attiva sulla linea da Genova al Río de la Plata) al cantiere Archibald McMillan di Dumbarton, l'Umberto I (così denominato in onore del nuovo sovrano appena incoronato), un piroscafo passeggeri da 1385 tonnellate di stazza netta e 2746 (o 2822) tonnellate di stazza lorda, venne costruito nel corso del 1878. La nave venne iscritta al Compartimento marittimo di Livorno, con matricola 92.
Con l'Umberto I, affiancato, dal 1884, dal piroscafo Regina Margherita (che ne costituì una versione ampliata e migliorata), l'armatore Piaggio migliorò la qualità del servizio di trasporto passeggeri (specialmente emigranti) verso il Sud America, vantando la disponibilità di pane e carne fresca tutti i giorni. L'Umberto I, dotato di illuminazione elettrica e sistemi di refrigerazione, fu, tra l'altro, la prima nave italiana ad ottenere la massima classificazione da parte del Lloyd's Register (il Registro Navale Italiano non era ancora esistente).
L'unità, tra le ultime navi passeggeri a propulsione mista, aveva scafo in ferro (dipinto in grigio) ed un profilo caratterizzato da prua a clipper con bompresso, due alberi provvisti di armamento velico a goletta, un singolo fumaiolo e poppa a clipper provvista di una lunga tuga. In grado di raggiungere la buona velocità di 13 nodi grazie a due macchine a duplice espansione alimentate da quattro caldaie a carbone prodotte dalla ditta Thompson di Glasgow, il piroscafo poteva trasportare in tutto 1039 passeggeri, 870 dei quali in terza classe (per altra fonte 978, 800 dei quali in terza classe): le lussuose cabine di prima classe (in grado di contenere, a seconda delle fonti, 89 o 98 passeggeri) erano situate a poppa, gli alloggi di seconda classe (con capienza di 80 posti) a centro nave e quelli per gli emigranti a prua.
Il 10 dicembre 1878 l'Umberto I lasciò Genova alla volta di Montevideo e Buenos Aires, nel corso del suo viaggio inaugurale. Il piroscafo copriva la rotta Genova-Montevideo-Buenos Aires in 22 giorni.
Nel 1885 la ditta Rocco Piaggio & Figli venne assorbita dalla principale compagnia di navigazione italiana dell'epoca, la Navigazione Generale Italiana, che ne incorporò l'intera flotta, tra cui l'Umberto I. Anche per conto della nuova società, il piroscafo continuò il servizio sulla rotta che univa Genova all'America meridionale, mentre in seguito (secondo alcune fonti nel 1894) venne destinato alle rotte del Mediterraneo e verso l'Africa settentrionale ed orientale.
Il 25 ottobre 1887 la nave s'incagliò nelle acque di Ponza, subendo pesanti danni e necessitando quindi di essere trainata a La Spezia, ove venne sottoposta a lavori di riparazione protrattisi per tre mesi. Nel 1890 il piroscafo trasportò a Cagliari il 4º Reggimento Fanteria.
A partire dal 1894 l'Umberto I venne trasferito sulle linee per l'Egitto. Nel 1896 il piroscafo fu tra le prime navi ad essere adibito a crociere di lusso, ma nel corso del medesimo anno, durante la guerra italo-abissina, venne requisito dalla Regia Marina e temporaneamente dislocato a Massaua come nave ospedale. Secondo alcune fonti la nave venne anche impiegata come trasporto truppe.
Nel 1908, dopo il devastante terremoto di Messina, la nave venne messa a disposizione del Ministero dell'Interno, per il trasporto dei primi soccorsi.
Nel 1910 l'ormai anziano piroscafo venne trasferito alla Società Nazionale di Servizi Marittimi (SNSM), che lo usò come nave da carico.
Scoppiata la prima guerra mondiale, nel 1915 la Regia Marina requisì l'Umberto I e lo trasformò in incrociatore ausiliario: armata con un cannone da 120/40 mm e due da 76/40 mm, collocati a prua ed a poppa, la nave venne destinata a compiti di scorta convogli.
Alle 8.30 (o 11.30) del 14 agosto 1917 l'Umberto I, agli ordini del comandante Ernesto Astarita (comandante militare), lasciò Genova alla volta di Gibilterra in testa ad un convoglio composto da sette piroscafi, tre italiani e quattro norvegesi. Alle 18.30 dello stesso giorno l'incrociatore ausiliario, in navigazione al largo dell'isola Gallinara, venne attaccato dal sommergibile tedesco UC 35: colta di sorpresa, la nave italiana non ebbe il tempo di contromanovrare e venne colpita da due siluri a proravia dell'albero maestro, all'altezza della paratia che divideva la stiva n. 3 dalla sala macchine. Lo scoppio devastò la zona poppiera del vecchio piroscafo, distruggendo le scialuppe di poppa ed il locale RT, proiettando il radiotelegrafista (che tuttavia riuscì a salvarsi) a cinque metri di distanza. Subito dopo il siluramento fu ordinato alla sala macchine di fermare le macchine, ma non vi fu risposta: secondo alcune fonti l'elica della nave, durante l'affondamento, continuò a girare, provocando morti e feriti tra i naufraghi, ed il comandante Astarita perse la vita nel tentativo di scendere nella sala macchine in fiamme per fermare le macchine. Dopo il siluramento, l'Umberto I s'inabissò in un paio di minuti, in posizione 44°01'42” N e 8°14'15” E. Nell'affondamento trovarono la morte 26 uomini su un totale di 80 membri dell'equipaggio (41 civili militarizzati e 39 militari): la maggior parte delle vittime (tra cui tutto il personale di macchina) rimase intrappolata sottocoperta e non ebbe il tempo di abbandonare la nave.
Il relitto dell'Umberto I, meta di immersioni, giace spezzato in due tronconi a circa 800 metri dall'isola Gallinara, ad una profondità compresa tra i 43 ed i 51 metri. La poppa è pressoché distrutta e ridotta ad un'area cosparsa di rottami, mentre la prua, posata sul lato sinistro, è in miglior stato, seppure ridotta alla sola ossatura metallica a causa della lunga permanenza in acqua (nonché del fatto che molte delle parti della vecchia nave erano realizzate in legno, divorato dai microrganismi).